# أرطغرل جلبي
أرطغرل جلبي أو شاهزاده أرطغرل (بالتركية : Şehzade Ertuğrul) , أمير عثماني، وابن السلطان بايزيد الأول , قتلهُ تيمورلنك عندما أخذ سيواس.

## أسرته

### إخوانه
- سُليمان چلبي (1377–1411م)، سيطر على الروملِّي بعد وفاة والده ونصبهُ أتباعهُ سُلطانًا.
- عيسى چلبي (1380–1406م)، ولَاه تيمورلنك على الأناضول الغربيَّة بعد هزيمة أنقرة.
- مُحمَّد چلبي (1389–1421م)، ولَّاهُ تيمورلنك أماسية وما جاورها من الأناضول الشمالي، تمكَّن من هزيمة إخوته كُلهم لاحقًا وتربَّع على عرش آل عُثمان بِصفته السُلطان مُحمَّد الأوَّل.
- موسى چلبي (ت. 1413م)، كان أسيرًا لدى تيمورلنك مع والده بايزيد، وهو من نقل جُثمانه إلى بورصة. عاون أخاه مُحمَّد لِلسيطرة على تخت السلطنة في أدرنة ثُمَّ أشهر العصيان بِدوره، فهزمه أخوه وقتله.
- مُصطفى چلبي (1393–1422م)، اختفى بعد معركة أنقرة وظلَّ على هذه الحال سنواتٍ طويلة، ثُمَّ ظهر بعدها فجأة مُطالبًا بِالعرش.
- أورخان چلبي، تُوفي صغيرًا.
- يُوسُف چلبي، اعتنق المسيحيَّة في وقتٍ لاحقٍ وتسمَّى باسم دمتريوس.[ِ 1]

وإلى جانب الأبناء سالفي الذِكر، تنص مصادر أُخرى على أنَّهُ كان لِبايزيد أبناء آخرون هم: قاسم چلبي الذي أُرسل لِلإقامة في البلاط البيزنطي، وعُمر چلبي، وحسن چلبي، وإبراهيم چلبي الذي تُوفي في حياة والده، وموسى الأصغر چلبي الذي تُوفي وهو ما يزال طفلًا صغيرًا.

### أخواته
- خوندي فاطمة سُلطان خاتون – تزوَّجت العالم المُتصوِّف أمير سُلطان شمسُ الدين مُحمَّد البُخاري.
- إرخوندي خاتون – تزوَّجت يعقوب بك بن پارس.
- سُلطان فاطمة خاتون – تزوَّجت سنجق بك.
- أُروز خاتون.
- ابنة لم يُذكر اسمها تزوَّجت أبو بكر ميرزا بن جلالُ الدين ميران شاه بن تيمورلنك.
- باشا مَلَك خاتون – تزوَّجت الأمير جلالُ الدين إسلام بن شمس الدين مُحمَّد، أحد القادة العسكريين في جيش تيمورلنك.

## وفاته
توفي في تموز 1392م ، قتلا من طرف الملك تيمورلنك عندما هاجم الدولة العثمانية و استولى على منطقة سيواس Sivas.
1. ↑  Dimitris J. Kastritsis, The Sons of Bayezid: Empire Building and Representation in the Ottoman Civil War of 1402-13, (Brill, 2007), 41.